# Maa (Goldschmied)
Maa war ein altägyptischer Goldschmied („Goldschmied des Amun“), der im Neuen Reich (1550 bis 1070 v. Chr.) tätig war.
Maa ist nur von einer Totenstele bekannt, die heute zur Sammlung des Louvre in Paris gehört. Die lange nicht ausgestellte Stele wird mittlerweile in der Dependance in den Vereinigten Arabischen Emiraten ausgestellt. Da die Stele bislang noch nicht umfassend wissenschaftlich publiziert wurde, waren lange nur einige Details bekannt, die von Paul Pierret schon 1878 veröffentlicht wurden. Demnach hatte er die Stele für sich, seine Frau Jahmes und seinen Sohn Hat errichten lassen. Vater und Sohn tragen beide den Titel „Goldschmied des Amun“. Womöglich war er zusätzlich als Bildhauer tätig. Mit Samout wird ein weiterer Goldbildner genannt, dessen Beziehung zu Maa und dessen Familie jedoch nicht erklärt wird. Wahrscheinlich stammt die Stele aus der frühen 18. Dynastie. Sie kam 1825 mit der Sammlung von Edme-Antoine Durand in die Sammlung des Louvre, die Herkunft ist unbekannt.